# Forn Martin-Siemens

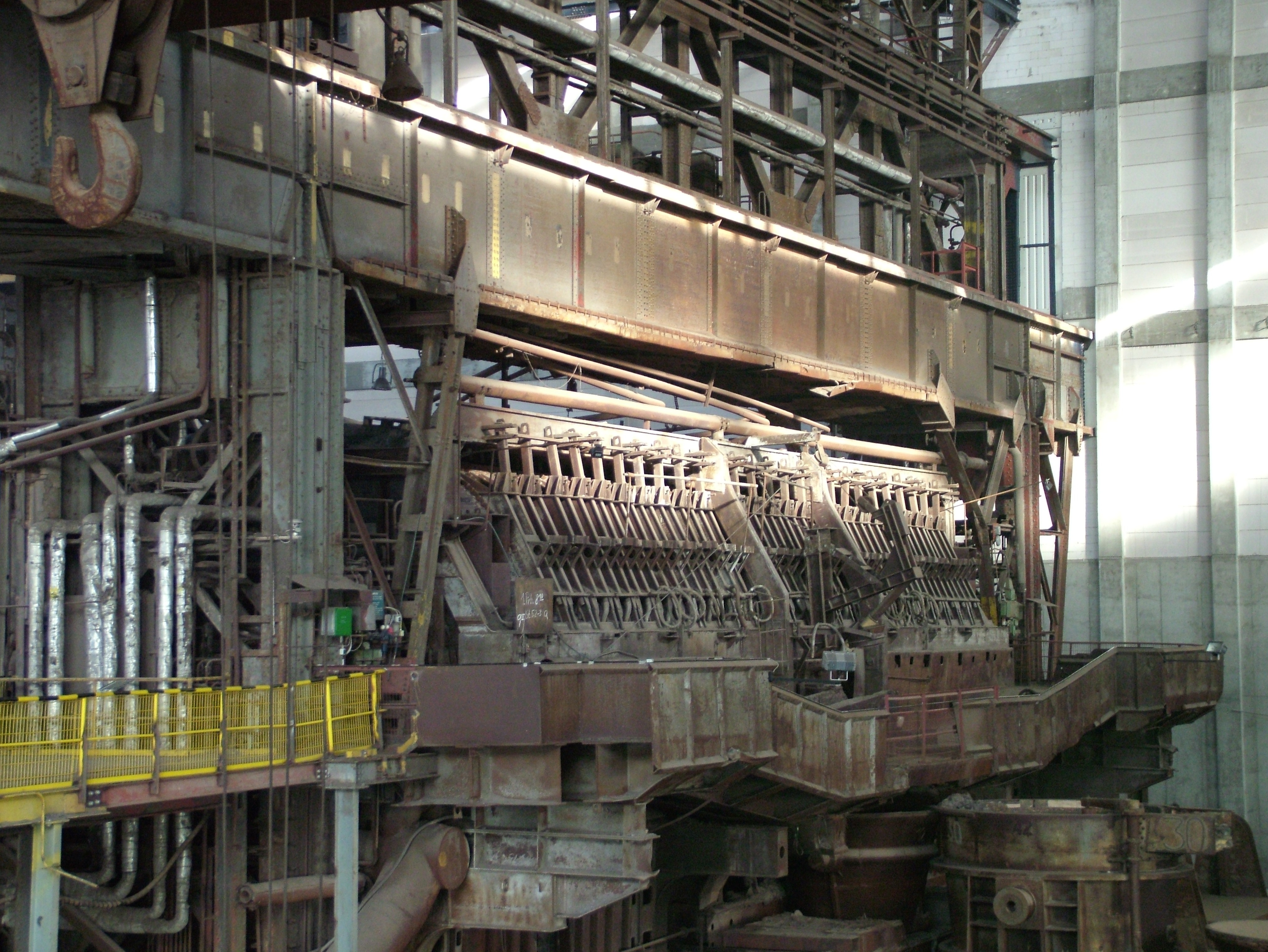
Forn Martin-Siemens

El forn Martin-Siemens o forn de foc obert és utilitzat per a la producció d'acer és qualsevol dels diversos tipus de forn industrial en què l'excés de carboni i altres impureses es cremen de ferro brut per produir acer. Com que l'acer és difícil de fabricar a causa del seu alt punt de fusió, els combustibles i els forns normals eren insuficients per a la producció massiva d'acer, i el tipus de forn de foc obert va ser una de les diverses tecnologies desenvolupades al segle XIX per superar aquesta dificultat. En comparació amb el procés Bessemer, que va desplaçar, els seus principals avantatges van ser que no exposava l'acer a un excés de nitrogen (que faria que l'acer es tornés trencadís), era més fàcil de controlar i permetia la fusió i refinat de grans quantitats de ferralla de ferro i acer.
El forn de foc obert va ser desenvolupat per primera vegada per l'enginyer alemany Carl Wilhelm Siemens. L'any 1865, l'enginyer francès Pierre-Émile Martin va treure una llicència de Siemens i va aplicar per primera vegada el seu forn regeneratiu per fabricar acer. El seu procés era conegut com el procés Siemens-Martin, i el forn com un forn "de foc obert". La majoria dels forns de foc obert es van tancar a principis de la dècada de 1990, sobretot a causa del seu funcionament lent, sent substituïts pel forn bàsic d'oxigen o forn d'arc elèctric.
Mentre que el primer exemple de fabricació d'acer oberta fa uns 2000 anys en la cultura del poble Haya, a l'actual Tanzània, i a Europa a la farga catalana, inventada a Catalunya al segle VIII, és habitual. limitar el terme a determinats processos siderúrgics del segle xix i posteriors, excloent així de la seva aplicació les floridures (inclosa la farga catalana), les fargues de gales i els forns d'acer.